# Фабіо Казартеллі
Фабіо Казартеллі (італ. Fabio Casartelli, 16 серпня 1970 — 18 липня 1995) — італійський велогонщик.
Олімпійський чемпіон 1992 року в груповій шосейній гонці.